# Amílcar Cordones
Amílcar Cordones ist ein uruguayischer Politiker.
Cordones, der der Partido Nacional angehört, hatte für das Sublema ACF Movimiento P.L.P. y Rocha als Repräsentant des Departamento Soriano in der 42. Legislaturperiode vom 16. September 1985 bis zum 16. Oktober 1985 ein Mandat als stellvertretender Abgeordneter in der Cámara de Representantes inne. Mindestens 1991 war er Vorsitzender der Junta Departamental von Soriano.